# Завгородня Тетяна Костянтинівна
Тетя́на Костянти́нівна Завгоро́дня  (18 січня 1949, Станіслав — 22 жовтня 2023) — українська науковиця, педагог, доктор педагогічних наук, професор. Заслужений діяч науки і техніки України (2018). Завідувачка кафедри педагогіки імені Богдана Ступарика Прикарпатського національного університету імені Василя Стефаника (2006—2020).

## Життєпис
Народилась 18 січня 1949 року у Станіславі (Івано-Франківську).
У 1970 році з відзнакою закінчила фізико-математичний факультет Івано-Франківського державного педагогічного інституту. Працювала вчителем математики, заступницею директора з навчально-виховної роботи Івано-Франківської школи № 3, випускницею якої була й сама.
З 1981 року — педагог Івано-Франківського державного педагогічного інституту (пізніше — Прикарпатський національний університет імені Василя Стефаника). У 2003 році очолила кафедру історії педагогіки.
З 2006 по 2020 роки — завідувачка кафедри педагогіки імені Богдана Ступарика.
Докторська дисертація: «Розвиток теорії і практики навчання в Галичині (1919—1939 роки)».
Померла на 75-му році життя 22 жовтня 2023 року.

## Нагороди
- Нагороджена дипломом, нагрудним знаком і премією Голови Івано-Франківської обласної державної адміністрації та голови обласної ради у номінації «Відомий науковець року» (2009)[3].
- Почесний краєзнавець України (2015).
- Премія імені Петра Тронька (2017)[4]
- Заслужений діяч науки і техніки України (2018)